# Campeonato de Primera B 2014 (Argentina)
El Torneo de Primera B «Osvaldo Guerra» 2014, fue la octogésima segunda edición del campeonato de Primera B, tercera división del fútbol argentino en el orden de los clubes directamente afiliados a la AFA. Su inicio estaba estipulado para el 1 de agosto, pero se retrasó una semana debido al fallecimiento del presidente en ejercicio de la Asociación del Fútbol Argentino, Julio Grondona, ocurrido el 30 de julio. Comenzó el 8 de agosto y finalizó el 8 de diciembre. 
Los nuevos participantes fueron: Villa San Carlos, Brown de Adrogué y Almirante Brown, descendidos de la Primera B Nacional; y Sportivo Italiano y Deportivo Español, ascendidos de la Primera C.
En 2015, las competencias de los torneos superiores de la Asociación del Fútbol Argentino se desarrollaron durante el año calendario, mientras que el número de participantes del campeonato de Primera División fue aumentado a 30.  Como consecuencia de ello, este certamen tuvo características especiales, ya que no consagró campeón, ascendieron al campeonato de Primera B Nacional 2015 tres equipos provenientes del torneo, además de siete del Torneo Federal A, los que reemplazaron a los diez ascendidos a Primera División.
El torneo no tuvo descensos.

## Ascensos y descensos
| Promedio | Descendidos de la Primera B 2013-14 |
| -------- | ----------------------------------- |
| 20.º     | Defensores de Belgrano              |
| 21.º     | Flandria                            |

| Posición  | Ascendidos de la Primera C 2013-14 |
| --------- | ---------------------------------- |
| 1.º       | Sportivo Italiano                  |
| Gan. Red. | Deportivo Español                  |

| Posición  | Ascendidos a la Primera B Nacional 2014 |
| --------- | --------------------------------------- |
| 1.º       | Nueva Chicago                           |
| Gan. Red. | Temperley                               |

| Promedio | Descendidos de la B Nacional 2013-14 |
| -------- | ------------------------------------ |
| 19.º     | Almirante Brown                      |
| 20.º     | Brown de Adrogué                     |
| 22.º     | Villa San Carlos                     |

- De esta manera, el número de participantes aumentó a 22.

## Equipos participantes
| Equipo            | Localidad           | Estadio                       | Capacidad |
| ----------------- | ------------------- | ----------------------------- | --------- |
| Acassuso          | Boulogne            | La Quema                      | 800       |
| Almagro           | José Ingenieros     | Tres de Febrero               | 19 000    |
| Almirante Brown   | San Justo           | Fragata Presidente Sarmiento  | 25 000    |
| Atlanta           | Buenos Aires        | Don León Kolbovsky            | 14 000    |
| Barracas Central  | Buenos Aires        | Claudio Chiqui Tapia          | 4400      |
| Brown             | Adrogué             | Lorenzo Arandilla             | 6000      |
| Chacarita Juniors | Villa Maipú         | Chacarita Juniors             | 20 844    |
| Colegiales        | Munro               | Colegiales                    | 6500      |
| Comunicaciones    | Buenos Aires        | Alfredo Ramos                 | 3500      |
| Deportivo Armenio | Ingeniero Maschwitz | Armenia                       | 10 500    |
| Deportivo Español | Buenos Aires        | Nueva España                  | 35 000    |
| Deportivo Merlo   | Parque San Martín   | José Manuel Moreno            | 10 000    |
| Deportivo Morón   | Morón               | Nuevo Francisco Urbano        | 32 000    |
| Estudiantes       | Caseros             | Ciudad de Caseros             | 16 740    |
| Fénix             | Pilar               | No posee                      | -         |
| Los Andes         | Lomas de Zamora     | Eduardo Gallardón             | 36 942    |
| Platense          | Florida             | Ciudad de Vicente López       | 31 030    |
| Sportivo Italiano | Ciudad Evita        | República de Italia           | 8000      |
| Tristán Suárez    | Tristán Suárez      | 20 de Octubre                 | 15 000    |
| UAI Urquiza       | Villa Lynch         | Monumental de Villa Lynch     | 1000      |
| Villa Dálmine     | Campana             | El Coliseo de Mitre y Puccini | 11 250    |
| Villa San Carlos  | Berisso             | Genacio Sálice                | 4000      |

### Distribución geográfica de los equipos
| Región                                   | Cant. | Equipos |
| ---------------------------------------- | ----- | --- |
| Conurbano bonaerense                     | 16    | Acassuso, Almagro, Almirante Brown, Brown de Adrogué, Chacarita Juniors, Colegiales, Deportivo Armenio, Deportivo Merlo, Deportivo Morón, Estudiantes, Los Andes, Platense, Sportivo Italiano, Tristán Suárez y UAI Urquiza, Fenix |
| Ciudad de Buenos Aires                   | 4     | Atlanta, Barracas Central, Comunicaciones y Deportivo Español |
| Interior de la provincia de Buenos Aires | 1     | Villa Dálmine |
| Gran La Plata                            | 1     | Villa San Carlos |

## Formato

### Competición
Se dividieron a los 22 equipos en dos zonas de 11 equipos por medio de un sorteo. En cada una se disputaron dos ruedas por el sistema de todos contra todos. Las tablas se confeccionaron por acumulación de puntos.

### Ascensos
Ascendieron a la Primera B Nacional los dos ganadores de las zonas y el vencedor de un torneo reducido disputado por el segundo, el tercero y el cuarto de cada una de ellas.
El reducido se disputó mediante una primera fase que cruzó al tercero y al cuarto de cada zona, a los que se sumaron los segundos en semifinales.

### Descensos
No hubo descensos en esta temporada.

## Zona A

### Tabla de posiciones final
| Pos  | Equipo            | Pts | PJ | PG | PE | PP | GF | GC | Dif |
| ---- | ----------------- | --- | -- | -- | -- | -- | -- | -- | --- |
| 1.º  | Chacarita Juniors | 42  | 20 | 12 | 6  | 2  | 36 | 13 | 23  |
| 2.º  | Estudiantes       | 41  | 20 | 12 | 5  | 3  | 36 | 20 | 16  |
| 3.º  | Tristán Suárez    | 39  | 20 | 11 | 6  | 3  | 24 | 14 | 10  |
| 4.º  | Villa Dálmine     | 37  | 20 | 11 | 4  | 5  | 26 | 15 | 11  |
| 5.º  | Almirante Brown   | 32  | 20 | 8  | 8  | 4  | 26 | 19 | 7   |
| 6.º  | Deportivo Español | 26  | 20 | 7  | 5  | 8  | 20 | 25 | -5  |
| 7.º  | Brown de Adrogué  | 19  | 20 | 4  | 7  | 9  | 15 | 22 | -7  |
| 8.º  | Colegiales        | 18  | 20 | 4  | 6  | 10 | 23 | 23 | 0   |
| 9.º  | Atlanta           | 16  | 20 | 4  | 4  | 12 | 17 | 27 | -10 |
| 10.º | Deportivo Merlo   | 16  | 20 | 4  | 4  | 12 | 16 | 40 | -24 |
| 11.º | Fénix             | 15  | 20 | 4  | 3  | 13 | 12 | 33 | -21 |

|  |

|  |                                   |
|  | Ascendió a la Primera B Nacional. |
|  | Clasificaron al torneo reducido.  |

#### Evolución de las posiciones
| Equipo / Fecha    |      |      |      |      |      |      |      |      |      |      |      |      |      |      |      |      |      |      |      |      |      |      |
| Equipo / Fecha    | 01   | 02   | 03   | 04   | 05   | 06   | 07   | 08   | 09   | 10   | 11   | 12   | 13   | 14   | 15   | 16   | 17   | 18   | 19   | 20   | 21   | 22   |
| ----------------- | ---- | ---- | ---- | ---- | ---- | ---- | ---- | ---- | ---- | ---- | ---- | ---- | ---- | ---- | ---- | ---- | ---- | ---- | ---- | ---- | ---- | ---- |
| Chacarita Juniors | 01.º | 01.º | 02.º | 02.º | 02.º | 05.º | 05.º | 06.º | 04.º | 04.º | 04.º | 04.º | 04.º | 04.º | 04.º | 03.º | 04.º | 04.º | 04.º | 03.º | 01.º | 01.º |
| Estudiantes       | 04.º | 03.º | 01.º | 01.º | 01.º | 01.º | 01.º | 01.º | 01.º | 01.º | 01.º | 01.º | 01.º | 01.º | 01.º | 01.º | 01.º | 01.º | 01.º | 01.º | 03.º | 02.º |
| Tristán Suárez    | 02.º | 02.º | 03.º | 04.º | 05.º | 03.º | 03.º | 03.º | 02.º | 02.º | 03.º | 02.º | 02.º | 03.º | 03.º | 04.º | 03.º | 02.º | 02.º | 02.º | 02.º | 03.º |
| Villa Dálmine     | 02.º | 04.º | 05.º | 03.º | 03.º | 02.º | 02.º | 02.º | 03.º | 03.º | 02.º | 03.º | 03.º | 02.º | 02.º | 02.º | 02.º | 03.º | 03.º | 04.º | 04.º | 04.º |
| Almirante Brown   | 07.º | 07.º | 06.º | 06.º | 06.º | 04.º | 04.º | 04.º | 05.º | 05.º | 05.º | 05.º | 05.º | 05.º | 05.º | 05.º | 05.º | 05.º | 05.º | 05.º | 05.º | 05.º |
| Deportivo Español | 11.º | 09.º | 09.º | 08.º | 08.º | 09.º | 10.º | 07.º | 08.º | 07.º | 06.º | 06.º | 07.º | 07.º | 07.º | 07.º | 07.º | 07.º | 06.º | 06.º | 06.º | 06.º |
| Brown de Adrogué  | 06.º | 06.º | 07.º | 07.º | 07.º | 07.º | 07.º | 08.º | 09.º | 09.º | 08.º | 08.º | 06.º | 06.º | 06.º | 06.º | 06.º | 06.º | 07.º | 07.º | 07.º | 07.º |
| Colegiales        | 07.º | 10.º | 10.º | 10.º | 10.º | 11.º | 08.º | 09.º | 07.º | 08.º | 10.º | 10.º | 10.º | 09.º | 09.º | 10.º | 09.º | 08.º | 08.º | 08.º | 08.º | 08.º |
| Atlanta           | 09.º | 11.º | 11.º | 11.º | 11.º | 08.º | 09.º | 10.º | 11.º | 11.º | 11.º | 11.º | 11.º | 10.º | 10.º | 09.º | 10.º | 09.º | 09.º | 10.º | 10.º | 09.º |
| Deportivo Merlo   | 09.º | 08.º | 08.º | 09.º | 09.º | 10.º | 11.º | 11.º | 10.º | 10.º | 09.º | 09.º | 09.º | 11.º | 11.º | 11.º | 11.º | 11.º | 11.º | 09.º | 09.º | 10.º |
| Fénix             | 04.º | 05.º | 04.º | 05.º | 04.º | 06.º | 06.º | 05.º | 06.º | 06.º | 07.º | 07.º | 08.º | 08.º | 08.º | 08.º | 08.º | 10.º | 10.º | 11.º | 11.º | 11.º |

### Resultados
| Fecha 1                 | Fecha 1   | Fecha 1           | Fecha 1                      | Fecha 1     | Fecha 1 | Fecha 1 | Fecha 1 | Fecha 1 | Fecha 1 | Fecha 1 | Fecha 1 |
| Local                   | Resultado | Visitante         | Estadio                      | Fecha       | Hora    |         |         |         |         |         |         |
| ----------------------- | --------- | ----------------- | ---------------------------- | ----------- | ------- | ------- | ------- | ------- | ------- | ------- | ------- |
| Almirante Brown         | 1 - 2     | Villa Dálmine     | Fragata Presidente Sarmiento | 8 de agosto | 15:30   |         |         |         |         |         |         |
| Estudiantes             | 1 - 0     | Deportivo Merlo   | Ciudad de Caseros            | 8 de agosto | 16:00   |         |         |         |         |         |         |
| Chacarita Juniors       | 3 - 1     | Deportivo Español | Chacarita Juniors            | 8 de agosto | 20:00   |         |         |         |         |         |         |
| Colegiales              | 1 - 2     | Tristán Suárez    | Colegiales                   | 9 de agosto | 12:05   |         |         |         |         |         |         |
| Fénix                   | 1 - 0     | Atlanta           | Carlos Barraza               | 9 de agosto | 14:10   |         |         |         |         |         |         |
| Libre: Brown de Adrogué |           |                   |                              |             |         |         |         |         |         |         |         |

| Fecha 2           | Fecha 2   | Fecha 2           | Fecha 2                       | Fecha 2      | Fecha 2 | Fecha 2 | Fecha 2 | Fecha 2 | Fecha 2 | Fecha 2 | Fecha 2 |
| Local             | Resultado | Visitante         | Estadio                       | Fecha        | Hora    |         |         |         |         |         |         |
| ----------------- | --------- | ----------------- | ----------------------------- | ------------ | ------- | ------- | ------- | ------- | ------- | ------- | ------- |
| Tristán Suárez    | 1 - 0     | Fénix             | 20 de Octubre                 | 12 de agosto | 15:45   |         |         |         |         |         |         |
| Villa Dálmine     | 0 - 1     | Estudiantes       | El Coliseo de Mitre y Puccini | 12 de agosto | 19:30   |         |         |         |         |         |         |
| Deportivo Español | 0 - 0     | Almirante Brown   | Nueva España                  | 12 de agosto | 20:00   |         |         |         |         |         |         |
| Atlanta           | 1 - 2     | Chacarita Juniors | Don León Kolbovsky            | 12 de agosto | 21:10   |         |         |         |         |         |         |
| Deportivo Merlo   | 0 - 0     | Brown de Adrogué  | José Manuel Moreno            | 13 de agosto | 15:05   |         |         |         |         |         |         |
| Libre: Colegiales |           |                   |                               |              |         |         |         |         |         |         |         |

| Fecha 3                | Fecha 3   | Fecha 3           | Fecha 3                      | Fecha 3      | Fecha 3 | Fecha 3 | Fecha 3 | Fecha 3 | Fecha 3 | Fecha 3 | Fecha 3 |
| Local                  | Resultado | Visitante         | Estadio                      | Fecha        | Hora    |         |         |         |         |         |         |
| ---------------------- | --------- | ----------------- | ---------------------------- | ------------ | ------- | ------- | ------- | ------- | ------- | ------- | ------- |
| Estudiantes            | 2 - 1     | Deportivo Español | Ciudad de Caseros            | 15 de agosto | 20:00   |         |         |         |         |         |         |
| Brown de Adrogué       | 1 - 2     | Villa Dálmine     | Lorenzo Arandilla            | 16 de agosto | 11:00   |         |         |         |         |         |         |
| Fénix                  | 2 - 0     | Colegiales        | Carlos Barraza               | 16 de agosto | 11:00   |         |         |         |         |         |         |
| Almirante Brown        | 3 - 1     | Atlanta           | Fragata Presidente Sarmiento | 16 de agosto | 11:05   |         |         |         |         |         |         |
| Chacarita Juniors      | 1 - 1     | Tristán Suárez    | Chacarita Juniors            | 16 de agosto | 13:10   |         |         |         |         |         |         |
| Libre: Deportivo Merlo |           |                   |                              |              |         |         |         |         |         |         |         |

| Fecha 4           | Fecha 4   | Fecha 4           | Fecha 4                       | Fecha 4      | Fecha 4 | Fecha 4 | Fecha 4 | Fecha 4 | Fecha 4 | Fecha 4 | Fecha 4 |
| Local             | Resultado | Visitante         | Estadio                       | Fecha        | Hora    |         |         |         |         |         |         |
| ----------------- | --------- | ----------------- | ----------------------------- | ------------ | ------- | ------- | ------- | ------- | ------- | ------- | ------- |
| Colegiales        | 0 - 1     | Chacarita Juniors | Colegiales                    | 21 de agosto | 15:30   |         |         |         |         |         |         |
| Deportivo Español | 0 - 0     | Brown de Adrogué  | Nueva España                  | 21 de agosto | 20:00   |         |         |         |         |         |         |
| Villa Dálmine     | 3 - 0     | Deportivo Merlo   | El Coliseo de Mitre y Puccini | 21 de agosto | 20:00   |         |         |         |         |         |         |
| Tristán Suárez    | 1 - 1     | Almirante Brown   | 20 de Octubre                 | 22 de agosto | 15:00   |         |         |         |         |         |         |
| Atlanta           | 0 - 1     | Estudiantes       | Don León Kolbovsky            | 22 de agosto | 21:05   |         |         |         |         |         |         |
| Libre: Fénix      |           |                   |                               |              |         |         |         |         |         |         |         |

| Fecha 5              | Fecha 5   | Fecha 5           | Fecha 5                      | Fecha 5      | Fecha 5 | Fecha 5 | Fecha 5 | Fecha 5 | Fecha 5 | Fecha 5 | Fecha 5 |
| Local                | Resultado | Visitante         | Estadio                      | Fecha        | Hora    |         |         |         |         |         |         |
| -------------------- | --------- | ----------------- | ---------------------------- | ------------ | ------- | ------- | ------- | ------- | ------- | ------- | ------- |
| Estudiantes          | 0 - 0     | Tristán Suárez    | Ciudad de Caseros            | 25 de agosto | 15:30   |         |         |         |         |         |         |
| Almirante Brown      | 1 - 0     | Colegiales        | Fragata Presidente Sarmiento | 25 de agosto | 15:30   |         |         |         |         |         |         |
| Brown de Adrogué     | 2 - 0     | Atlanta           | Lorenzo Arandilla            | 25 de agosto | 15:30   |         |         |         |         |         |         |
| Deportivo Merlo      | 0 - 0     | Deportivo Español | José Manuel Moreno           | 25 de agosto | 15:30   |         |         |         |         |         |         |
| Chacarita Juniors    | 0 - 1     | Fénix             | Chacarita Juniors            | 25 de agosto | 21:10   |         |         |         |         |         |         |
| Libre: Villa Dálmine |           |                   |                              |              |         |         |         |         |         |         |         |

| Fecha 6                  | Fecha 6   | Fecha 6          | Fecha 6            | Fecha 6      | Fecha 6 | Fecha 6 | Fecha 6 | Fecha 6 | Fecha 6 | Fecha 6 | Fecha 6 |
| Local                    | Resultado | Visitante        | Estadio            | Fecha        | Hora    |         |         |         |         |         |         |
| ------------------------ | --------- | ---------------- | ------------------ | ------------ | ------- | ------- | ------- | ------- | ------- | ------- | ------- |
| Tristán Suárez           | 1 - 0     | Brown de Adrogué | 20 de Octubre      | 29 de agosto | 15:05   |         |         |         |         |         |         |
| Fénix                    | 0 - 1     | Almirante Brown  | Carlos Barraza     | 29 de agosto | 15:30   |         |         |         |         |         |         |
| Colegiales               | 0 - 0     | Estudiantes      | Colegiales         | 29 de agosto | 15:30   |         |         |         |         |         |         |
| Deportivo Español        | 0 - 3     | Villa Dálmine    | Nueva España       | 29 de agosto | 15:35   |         |         |         |         |         |         |
| Atlanta                  | 5 - 3     | Deportivo Merlo  | Don León Kolbovsky | 29 de agosto | 15:45   |         |         |         |         |         |         |
| Libre: Chacarita Juniors |           |                  |                    |              |         |         |         |         |         |         |         |

| Fecha 7                  | Fecha 7   | Fecha 7           | Fecha 7                       | Fecha 7         | Fecha 7 | Fecha 7 | Fecha 7 | Fecha 7 | Fecha 7 | Fecha 7 | Fecha 7 |
| Local                    | Resultado | Visitante         | Estadio                       | Fecha           | Hora    |         |         |         |         |         |         |
| ------------------------ | --------- | ----------------- | ----------------------------- | --------------- | ------- | ------- | ------- | ------- | ------- | ------- | ------- |
| Estudiantes              | 4 - 2     | Fénix             | Ciudad de Caseros             | 1 de septiembre | 13:00   |         |         |         |         |         |         |
| Almirante Brown          | 0 - 0     | Chacarita Juniors | Fragata Presidente Sarmiento  | 1 de septiembre | 15:30   |         |         |         |         |         |         |
| Brown de Adrogué         | 0 - 2     | Colegiales        | Lorenzo Arandilla             | 1 de septiembre | 15:30   |         |         |         |         |         |         |
| Villa Dálmine            | 1 - 0     | Atlanta           | El Coliseo de Mitre y Puccini | 1 de septiembre | 21:05   |         |         |         |         |         |         |
| Deportivo Merlo          | 0 - 2     | Tristán Suárez    | José Manuel Moreno            | 2 de septiembre | 15:30   |         |         |         |         |         |         |
| Libre: Deportivo Español |           |                   |                               |                 |         |         |         |         |         |         |         |

| Fecha 8                | Fecha 8   | Fecha 8           | Fecha 8            | Fecha 8         | Fecha 8 | Fecha 8 | Fecha 8 | Fecha 8 | Fecha 8 | Fecha 8 | Fecha 8 |
| Local                  | Resultado | Visitante         | Estadio            | Fecha           | Hora    |         |         |         |         |         |         |
| ---------------------- | --------- | ----------------- | ------------------ | --------------- | ------- | ------- | ------- | ------- | ------- | ------- | ------- |
| Colegiales             | 0 - 1     | Deportivo Merlo   | Colegiales         | 6 de septiembre | 11:00   |         |         |         |         |         |         |
| Fénix                  | 2 - 1     | Brown de Adrogué  | Carlos Barraza     | 6 de septiembre | 11:00   |         |         |         |         |         |         |
| Tristán Suárez         | 0 - 0     | Villa Dálmine     | 20 de Octubre      | 6 de septiembre | 15:30   |         |         |         |         |         |         |
| Atlanta                | 0 - 3     | Deportivo Español | Don León Kolbovsky | 6 de septiembre | 15:30   |         |         |         |         |         |         |
| Chacarita Juniors      | 1 - 2     | Estudiantes       | Chacarita Juniors  | 8 de septiembre | 21:05   |         |         |         |         |         |         |
| Libre: Almirante Brown |           |                   |                    |                 |         |         |         |         |         |         |         |

| Fecha 9           | Fecha 9   | Fecha 9           | Fecha 9                       | Fecha 9          | Fecha 9 | Fecha 9 | Fecha 9 | Fecha 9 | Fecha 9 | Fecha 9 | Fecha 9 |
| Local             | Resultado | Visitante         | Estadio                       | Fecha            | Hora    |         |         |         |         |         |         |
| ----------------- | --------- | ----------------- | ----------------------------- | ---------------- | ------- | ------- | ------- | ------- | ------- | ------- | ------- |
| Deportivo Español | 2 - 2     | Tristán Suárez    | Nueva España                  | 9 de septiembre  | 21:20   |         |         |         |         |         |         |
| Deportivo Merlo   | 3 - 2     | Fénix             | José Manuel Moreno            | 10 de septiembre | 15:30   |         |         |         |         |         |         |
| Villa Dálmine     | 0 - 3     | Colegiales        | El Coliseo de Mitre y Puccini | 10 de septiembre | 20:00   |         |         |         |         |         |         |
| Brown de Adrogué  | 0 - 0     | Chacarita Juniors | Lorenzo Arandilla             | 11 de septiembre | 15:30   |         |         |         |         |         |         |
| Estudiantes       | 3 - 1     | Almirante Brown   | Ciudad de Caseros             | 11 de septiembre | 21:05   |         |         |         |         |         |         |
| Libre: Atlanta    |           |                   |                               |                  |         |         |         |         |         |         |         |

| Fecha 10           | Fecha 10  | Fecha 10          | Fecha 10                     | Fecha 10         | Fecha 10 | Fecha 10 | Fecha 10 | Fecha 10 | Fecha 10 | Fecha 10 | Fecha 10 |
| Local              | Resultado | Visitante         | Estadio                      | Fecha            | Hora     |          |          |          |          |          |          |
| ------------------ | --------- | ----------------- | ---------------------------- | ---------------- | -------- | -------- | -------- | -------- | -------- | -------- | -------- |
| Tristán Suárez     | 1 - 0     | Atlanta           | 20 de Octubre                | 13 de septiembre | 15:30    |          |          |          |          |          |          |
| Colegiales         | 1 - 2     | Deportivo Español | Colegiales                   | 15 de septiembre | 15:30    |          |          |          |          |          |          |
| Almirante Brown    | 1 - 1     | Brown de Adrogué  | Fragata Presidente Sarmiento | 15 de septiembre | 17:00    |          |          |          |          |          |          |
| Fénix              | 0 - 2     | Villa Dálmine     | Carlos Barraza               | 16 de septiembre | 15:30    |          |          |          |          |          |          |
| Chacarita Juniors  | 3 - 0     | Deportivo Merlo   | Chacarita Juniors            | 17 de septiembre | 21:05    |          |          |          |          |          |          |
| Libre: Estudiantes |           |                   |                              |                  |          |          |          |          |          |          |          |

| Fecha 11              | Fecha 11  | Fecha 11          | Fecha 11                      | Fecha 11         | Fecha 11 | Fecha 11 | Fecha 11 | Fecha 11 | Fecha 11 | Fecha 11 | Fecha 11 |
| Local                 | Resultado | Visitante         | Estadio                       | Fecha            | Hora     |          |          |          |          |          |          |
| --------------------- | --------- | ----------------- | ----------------------------- | ---------------- | -------- | -------- | -------- | -------- | -------- | -------- | -------- |
| Atlanta               | 1 - 1     | Colegiales        | Don León Kolbovsky            | 20 de septiembre | 13:05    |          |          |          |          |          |          |
| Deportivo Merlo       | 0 - 0     | Almirante Brown   | José Manuel Moreno            | 21 de septiembre | 11:00    |          |          |          |          |          |          |
| Brown de Adrogué      | 2 - 0     | Estudiantes       | Lorenzo Arandilla             | 21 de septiembre | 11:00    |          |          |          |          |          |          |
| Deportivo Español     | 1 - 0     | Fénix             | Nueva España                  | 22 de septiembre | 15:30    |          |          |          |          |          |          |
| Villa Dálmine         | 1 - 1     | Chacarita Juniors | El Coliseo de Mitre y Puccini | 23 de septiembre | 21:05    |          |          |          |          |          |          |
| Libre: Tristán Suárez |           |                   |                               |                  |          |          |          |          |          |          |          |

| Fecha 12                | Fecha 12  | Fecha 12          | Fecha 12                      | Fecha 12         | Fecha 12 | Fecha 12 | Fecha 12 | Fecha 12 | Fecha 12 | Fecha 12 | Fecha 12 |
| Local                   | Resultado | Visitante         | Estadio                       | Fecha            | Hora     |          |          |          |          |          |          |
| ----------------------- | --------- | ----------------- | ----------------------------- | ---------------- | -------- | -------- | -------- | -------- | -------- | -------- | -------- |
| Atlanta                 | 1 - 0     | Fénix             | Don León Kolbovsky            | 27 de septiembre | 11:00    |          |          |          |          |          |          |
| Tristán Suárez          | 1 - 0     | Colegiales        | 20 de Octubre                 | 27 de septiembre | 13:05    |          |          |          |          |          |          |
| Villa Dálmine           | 0 - 1     | Almirante Brown   | El Coliseo de Mitre y Puccini | 27 de septiembre | 18:05    |          |          |          |          |          |          |
| Deportivo Merlo         | 0 - 4     | Estudiantes       | José Manuel Moreno            | 28 de septiembre | 13:00    |          |          |          |          |          |          |
| Deportivo Español       | 0 - 3     | Chacarita Juniors | Nueva España                  | 28 de septiembre | 15:30    |          |          |          |          |          |          |
| Libre: Brown de Adrogué |           |                   |                               |                  |          |          |          |          |          |          |          |

| Fecha 13          | Fecha 13  | Fecha 13          | Fecha 13                     | Fecha 13     | Fecha 13 | Fecha 13 | Fecha 13 | Fecha 13 | Fecha 13 | Fecha 13 | Fecha 13 |
| Local             | Resultado | Visitante         | Estadio                      | Fecha        | Hora     |          |          |          |          |          |          |
| ----------------- | --------- | ----------------- | ---------------------------- | ------------ | -------- | -------- | -------- | -------- | -------- | -------- | -------- |
| Estudiantes       | 1 - 2     | Villa Dálmine     | Ciudad de Caseros            | 1 de octubre | 15:05    |          |          |          |          |          |          |
| Fénix             | 0 - 3     | Tristán Suárez    | Carlos Barraza               | 1 de octubre | 15:30    |          |          |          |          |          |          |
| Almirante Brown   | 3 - 0     | Deportivo Español | Fragata Presidente Sarmiento | 1 de octubre | 15:30    |          |          |          |          |          |          |
| Brown de Adrogué  | 3 - 1     | Deportivo Merlo   | Lorenzo Arandilla            | 1 de octubre | 15:30    |          |          |          |          |          |          |
| Chacarita Juniors | 1 - 0     | Atlanta           | Chacarita Juniors            | 2 de octubre | 15:05    |          |          |          |          |          |          |
| Libre: Colegiales |           |                   |                              |              |          |          |          |          |          |          |          |

| Fecha 14               | Fecha 14  | Fecha 14          | Fecha 14                      | Fecha 14     | Fecha 14 | Fecha 14 | Fecha 14 | Fecha 14 | Fecha 14 | Fecha 14 | Fecha 14 |
| Local                  | Resultado | Visitante         | Estadio                       | Fecha        | Hora     |          |          |          |          |          |          |
| ---------------------- | --------- | ----------------- | ----------------------------- | ------------ | -------- | -------- | -------- | -------- | -------- | -------- | -------- |
| Colegiales             | 5 - 1     | Fénix             | Colegiales                    | 4 de octubre | 13:05    |          |          |          |          |          |          |
| Tristán Suárez         | 0 - 2     | Chacarita Juniors | 20 de Octubre                 | 5 de octubre | 11:35    |          |          |          |          |          |          |
| Villa Dálmine          | 2 - 0     | Brown de Adrogué  | El Coliseo de Mitre y Puccini | 6 de octubre | 21:00    |          |          |          |          |          |          |
| Deportivo Español      | 0 - 2     | Estudiantes       | Nueva España                  | 6 de octubre | 21:05    |          |          |          |          |          |          |
| Atlanta                | 2 - 1     | Almirante Brown   | Don León Kolbovsky            | 7 de octubre | 21:05    |          |          |          |          |          |          |
| Libre: Deportivo Merlo |           |                   |                               |              |          |          |          |          |          |          |          |

| Fecha 15          | Fecha 15  | Fecha 15          | Fecha 15                     | Fecha 15      | Fecha 15 | Fecha 15 | Fecha 15 | Fecha 15 | Fecha 15 | Fecha 15 | Fecha 15 |
| Local             | Resultado | Visitante         | Estadio                      | Fecha         | Hora     |          |          |          |          |          |          |
| ----------------- | --------- | ----------------- | ---------------------------- | ------------- | -------- | -------- | -------- | -------- | -------- | -------- | -------- |
| Almirante Brown   | 0 - 1     | Tristán Suárez    | Fragata Presidente Sarmiento | 11 de octubre | 13:35    |          |          |          |          |          |          |
| Brown de Adrogué  | 2 - 1     | Deportivo Español | Lorenzo Arandilla            | 11 de octubre | 15:30    |          |          |          |          |          |          |
| Estudiantes       | 0 - 0     | Atlanta           | Ciudad de Caseros            | 12 de octubre | 11:00    |          |          |          |          |          |          |
| Chacarita Juniors | 2 - 1     | Colegiales        | Chacarita Juniors            | 13 de octubre | 15:10    |          |          |          |          |          |          |
| Deportivo Merlo   | 0 - 3     | Villa Dálmine     | José Manuel Moreno           | 13 de octubre | 15:30    |          |          |          |          |          |          |
| Libre: Fénix      |           |                   |                              |               |          |          |          |          |          |          |          |

| Fecha 16             | Fecha 16  | Fecha 16          | Fecha 16                      | Fecha 16      | Fecha 16 | Fecha 16 | Fecha 16 | Fecha 16 | Fecha 16 | Fecha 16 | Fecha 16 |
| Local                | Resultado | Visitante         | Estadio                       | Fecha         | Hora     |          |          |          |          |          |          |
| -------------------- | --------- | ----------------- | ----------------------------- | ------------- | -------- | -------- | -------- | -------- | -------- | -------- | -------- |
| Deportivo Español    | 2 - 0     | Deportivo Merlo   | Nueva España                  | 17 de octubre | 15:30    |          |          |          |          |          |          |
| Colegiales           | 0 - 1     | Almirante Brown   | Colegiales                    | 18 de octubre | 13:00    |          |          |          |          |          |          |
| Fénix                | 1 - 1     | Chacarita Juniors | El Coliseo de Mitre y Puccini | 18 de octubre | 15:30    |          |          |          |          |          |          |
| Atlanta              | 1 - 1     | Brown de Adrogué  | Don León Kolbovsky            | 18 de octubre | 19:05    |          |          |          |          |          |          |
| Tristán Suárez       | 1 - 4     | Estudiantes       | 20 de Octubre                 | 19 de octubre | 11:35    |          |          |          |          |          |          |
| Libre: Villa Dálmine |           |                   |                               |               |          |          |          |          |          |          |          |

| Fecha 17                 | Fecha 17  | Fecha 17          | Fecha 17                      | Fecha 17      | Fecha 17 | Fecha 17 | Fecha 17 | Fecha 17 | Fecha 17 | Fecha 17 | Fecha 17 |
| Local                    | Resultado | Visitante         | Estadio                       | Fecha         | Hora     |          |          |          |          |          |          |
| ------------------------ | --------- | ----------------- | ----------------------------- | ------------- | -------- | -------- | -------- | -------- | -------- | -------- | -------- |
| Almirante Brown          | 0 - 0     | Fénix             | Fragata Presidente Sarmiento  | 21 de octubre | 15:30    |          |          |          |          |          |          |
| Deportivo Merlo          | 1 - 0     | Atlanta           | José Manuel Moreno            | 21 de octubre | 15:30    |          |          |          |          |          |          |
| Villa Dálmine            | 0 - 0     | Deportivo Español | El Coliseo de Mitre y Puccini | 21 de octubre | 20:00    |          |          |          |          |          |          |
| Brown de Adrogué         | 0 - 0     | Tristán Suárez    | Lorenzo Arandilla             | 22 de octubre | 15:05    |          |          |          |          |          |          |
| Estudiantes              | 1 - 1     | Colegiales        | Ciudad de Caseros             | 22 de octubre | 15:35    |          |          |          |          |          |          |
| Libre: Chacarita Juniors |           |                   |                               |               |          |          |          |          |          |          |          |

| Fecha 18                 | Fecha 18  | Fecha 18         | Fecha 18                      | Fecha 18      | Fecha 18 | Fecha 18 | Fecha 18 | Fecha 18 | Fecha 18 | Fecha 18 | Fecha 18 |
| Local                    | Resultado | Visitante        | Estadio                       | Fecha         | Hora     |          |          |          |          |          |          |
| ------------------------ | --------- | ---------------- | ----------------------------- | ------------- | -------- | -------- | -------- | -------- | -------- | -------- | -------- |
| Colegiales               | 2 - 0     | Brown de Adrogué | Colegiales                    | 25 de octubre | 11:00    |          |          |          |          |          |          |
| Tristán Suárez           | 3 - 2     | Deportivo Merlo  | 20 de Octubre                 | 25 de octubre | 15:30    |          |          |          |          |          |          |
| Fénix                    | 0 - 3     | Estudiantes      | El Coliseo de Mitre y Puccini | 25 de octubre | 19:05    |          |          |          |          |          |          |
| Atlanta                  | 4 - 1     | Villa Dálmine    | Don León Kolbovsky            | 26 de octubre | 11:35    |          |          |          |          |          |          |
| Chacarita Juniors        | 2 - 2     | Almirante Brown  | Chacarita Juniors             | 28 de octubre | 21:15    |          |          |          |          |          |          |
| Libre: Deportivo Español |           |                  |                               |               |          |          |          |          |          |          |          |

| Fecha 19               | Fecha 19  | Fecha 19          | Fecha 19                      | Fecha 19       | Fecha 19 | Fecha 19 | Fecha 19 | Fecha 19 | Fecha 19 | Fecha 19 | Fecha 19 |
| Local                  | Resultado | Visitante         | Estadio                       | Fecha          | Hora     |          |          |          |          |          |          |
| ---------------------- | --------- | ----------------- | ----------------------------- | -------------- | -------- | -------- | -------- | -------- | -------- | -------- | -------- |
| Deportivo Merlo        | 3 - 3     | Colegiales        | Gildo Francisco Ghersinich    | 31 de octubre  | 15:30    |          |          |          |          |          |          |
| Villa Dálmine          | 1 - 0     | Tristán Suárez    | El Coliseo de Mitre y Puccini | 31 de octubre  | 20:35    |          |          |          |          |          |          |
| Brown de Adrogué       | 0 - 0     | Fénix             | Lorenzo Arandilla             | 1 de noviembre | 15:30    |          |          |          |          |          |          |
| Deportivo Español      | 2 - 0     | Atlanta           | Nueva España                  | 1 de noviembre | 15:30    |          |          |          |          |          |          |
| Estudiantes            | 1 - 4     | Chacarita Juniors | Ciudad de Caseros             | 2 de noviembre | 11:05    |          |          |          |          |          |          |
| Libre: Almirante Brown |           |                   |                               |                |          |          |          |          |          |          |          |

| Fecha 20          | Fecha 20  | Fecha 20          | Fecha 20                  | Fecha 20        | Fecha 20 | Fecha 20 | Fecha 20 | Fecha 20 | Fecha 20 | Fecha 20 | Fecha 20 |
| Local             | Resultado | Visitante         | Estadio                   | Fecha           | Hora     |          |          |          |          |          |          |
| ----------------- | --------- | ----------------- | ------------------------- | --------------- | -------- | -------- | -------- | -------- | -------- | -------- | -------- |
| Tristán Suárez    | 3 - 0     | Deportivo Español | 20 de Octubre             | 5 de noviembre  | 15:05    |          |          |          |          |          |          |
| Colegiales        | 1 - 1     | Villa Dálmine     | Colegiales                | 5 de noviembre  | 15:30    |          |          |          |          |          |          |
| Fénix             | 0 - 2     | Deportivo Merlo   | Monumental de Villa Lynch | 5 de noviembre  | 15:30    |          |          |          |          |          |          |
| Chacarita Juniors | 4 - 1     | Brown de Adrogué  | Chacarita Juniors         | 6 de noviembre  | 17:00    |          |          |          |          |          |          |
| Almirante Brown   | 5 - 5     | Estudiantes       | 20 de Octubre             | 15 de noviembre | 17:00    |          |          |          |          |          |          |
| Libre: Atlanta    |           |                   |                           |                 |          |          |          |          |          |          |          |

| Fecha 21           | Fecha 21  | Fecha 21          | Fecha 21                      | Fecha 21        | Fecha 21 | Fecha 21 | Fecha 21 | Fecha 21 | Fecha 21 | Fecha 21 | Fecha 21 |
| Local              | Resultado | Visitante         | Estadio                       | Fecha           | Hora     |          |          |          |          |          |          |
| ------------------ | --------- | ----------------- | ----------------------------- | --------------- | -------- | -------- | -------- | -------- | -------- | -------- | -------- |
| Atlanta            | 0 - 1     | Tristán Suárez    | Don León Kolbovksy            | 8 de noviembre  | 15:30    |          |          |          |          |          |          |
| Villa Dálmine      | 2 - 0     | Fénix             | El Coliseo de Mitre y Puccini | 8 de noviembre  | 17:05    |          |          |          |          |          |          |
| Brown de Adrogué   | 1 - 2     | Almirante Brown   | Lorenzo Arandilla             | 9 de noviembre  | 11:00    |          |          |          |          |          |          |
| Deportivo Merlo    | 0 - 4     | Chacarita Juniors | Armenia                       | 9 de noviembre  | 11:35    |          |          |          |          |          |          |
| Deportivo Español  | 2 - 1     | Colegiales        | Nueva España                  | 11 de noviembre | 17:00    |          |          |          |          |          |          |
| Libre: Estudiantes |           |                   |                               |                 |          |          |          |          |          |          |          |

| Fecha 22              | Fecha 22  | Fecha 22          | Fecha 22          | Fecha 22        | Fecha 22 | Fecha 22 | Fecha 22 | Fecha 22 | Fecha 22 | Fecha 22 | Fecha 22 |
| Local                 | Resultado | Visitante         | Estadio           | Fecha           | Hora     |          |          |          |          |          |          |
| --------------------- | --------- | ----------------- | ----------------- | --------------- | -------- | -------- | -------- | -------- | -------- | -------- | -------- |
| Colegiales            | 1 - 1     | Atlanta           | Colegiales        | 17 de noviembre | 17:00    |          |          |          |          |          |          |
| Chacarita Juniors     | 1 - 0     | Villa Dálmine     | Chacarita Juniors | 18 de noviembre | 17:00    |          |          |          |          |          |          |
| Estudiantes           | 1 - 0     | Brown de Adrogué  | Ciudad de Caseros | 18 de noviembre | 17:00    |          |          |          |          |          |          |
| Almirante Brown       | 2 - 0     | Deportivo Merlo   | 20 de Octubre     | 18 de noviembre | 17:00    |          |          |          |          |          |          |
| Fénix                 | 0 - 3     | Deportivo Español | Armenia           | 20 de noviembre | 17:00    |          |          |          |          |          |          |
| Libre: Tristán Suárez |           |                   |                   |                 |          |          |          |          |          |          |          |

## Zona B

### Tabla de posiciones final
| Pos  | Equipo            | Pts | PJ | PG | PE | PP | GF | GC | Dif |
| ---- | ----------------- | --- | -- | -- | -- | -- | -- | -- | --- |
| 1.º  | Los Andes         | 41  | 20 | 11 | 8  | 1  | 29 | 12 | 17  |
| 2.º  | Acassuso          | 37  | 20 | 10 | 7  | 3  | 26 | 13 | 13  |
| 3.º  | Barracas Central  | 33  | 20 | 9  | 6  | 5  | 23 | 18 | 5   |
| 4.º  | Deportivo Morón   | 31  | 20 | 8  | 7  | 5  | 19 | 11 | 8   |
| 5.º  | Villa San Carlos  | 31  | 20 | 9  | 4  | 7  | 21 | 14 | 7   |
| 6.º  | UAI Urquiza       | 26  | 20 | 6  | 8  | 6  | 17 | 20 | -3  |
| 7.º  | Platense          | 23  | 20 | 6  | 5  | 9  | 18 | 21 | -3  |
| 8.º  | Deportivo Armenio | 22  | 20 | 5  | 7  | 8  | 14 | 26 | -12 |
| 9.º  | Comunicaciones    | 19  | 20 | 3  | 10 | 7  | 17 | 18 | -1  |
| 10.º | Sportivo Italiano | 15  | 20 | 3  | 6  | 11 | 10 | 31 | -21 |
| 11.º | Almagro           | 14  | 20 | 2  | 8  | 10 | 13 | 23 | -10 |

|  |

|  |                                   |
|  | Ascendió a la Primera B Nacional. |
|  | Clasificaron al torneo reducido.  |

#### Evolución de las posiciones
| Equipo / Fecha    |      |      |      |      |      |      |      |      |      |      |      |      |      |      |      |      |      |      |      |      |      |      |
| Equipo / Fecha    | 01   | 02   | 03   | 04   | 05   | 06   | 07   | 08   | 09   | 10   | 11   | 12   | 13   | 14   | 15   | 16   | 17   | 18   | 19   | 20   | 21   | 22   |
| ----------------- | ---- | ---- | ---- | ---- | ---- | ---- | ---- | ---- | ---- | ---- | ---- | ---- | ---- | ---- | ---- | ---- | ---- | ---- | ---- | ---- | ---- | ---- |
| Acassuso          | 06.º | 06.º | 10.º | 11.º | 04.º | 03.º | 02.º | 02.º | 02.º | 02.º | 02.º | 02.º | 02.º | 02.º | 02.º | 02.º | 02.º | 02.º | 02.º | 02.º | 02.º | 02.º |
| Almagro           | 11.º | 11.º | 11.º | 09.º | 03.º | 05.º | 07.º | 07.º | 09.º | 10.º | 10.º | 10.º | 10.º | 10.º | 10.º | 10.º | 10.º | 10.º | 10.º | 10.º | 10.º | 11.º |
| Barracas Central  | 04.º | 10.º | 06.º | 08.º | 09.º | 08.º | 09.º | 10.º | 10.º | 08.º | 09.º | 09.º | 07.º | 07.º | 05.º | 05.º | 05.º | 04.º | 05.º | 05.º | 05.º | 03.º |
| Comunicaciones    | 06.º | 09.º | 05.º | 06.º | 06.º | 07.º | 08.º | 09.º | 07.º | 07.º | 07.º | 07.º | 08.º | 08.º | 08.º | 09.º | 09.º | 07.º | 07.º | 08.º | 08.º | 09.º |
| Deportivo Armenio | 02.º | 02.º | 07.º | 10.º | 10.º | 10.º | 06.º | 05.º | 04.º | 05.º | 05.º | 05.º | 05.º | 06.º | 07.º | 08.º | 08.º | 09.º | 08.º | 09.º | 09.º | 08.º |
| Deportivo Morón   | 01.º | 01.º | 03.º | 05.º | 05.º | 06.º | 05.º | 06.º | 06.º | 04.º | 04.º | 04.º | 04.º | 04.º | 04.º | 04.º | 04.º | 05.º | 04.º | 04.º | 04.º | 04.º |
| Los Andes         | 02.º | 05.º | 01.º | 01.º | 01.º | 01.º | 01.º | 01.º | 01.º | 01.º | 01.º | 01.º | 01.º | 01.º | 01.º | 01.º | 01.º | 01.º | 01.º | 01.º | 01.º | 01.º |
| Platense          | 08.º | 07.º | 02.º | 03.º | 07.º | 09.º | 10.º | 08.º | 08.º | 09.º | 08.º | 08.º | 09.º | 09.º | 09.º | 07.º | 07.º | 08.º | 09.º | 07.º | 07.º | 07.º |
| Sportivo Italiano | 09.º | 04.º | 09.º | 07.º | 11.º | 11.º | 11.º | 11.º | 11.º | 11.º | 11.º | 11.º | 11.º | 11.º | 11.º | 11.º | 11.º | 11.º | 11.º | 11.º | 11.º | 10.º |
| UAI Urquiza       | 04.º | 02.º | 07.º | 04.º | 08.º | 04.º | 04.º | 04.º | 05.º | 06.º | 06.º | 06.º | 06.º | 05.º | 06.º | 06.º | 06.º | 06.º | 06.º | 06.º | 06.º | 06.º |
| Villa San Carlos  | 09.º | 08.º | 03.º | 02.º | 02.º | 02.º | 03.º | 03.º | 03.º | 03.º | 03.º | 03.º | 03.º | 03.º | 03.º | 03.º | 03.º | 03.º | 03.º | 03.º | 03.º | 05.º |

### Resultados
| Fecha 1           | Fecha 1   | Fecha 1           | Fecha 1                | Fecha 1     | Fecha 1 | Fecha 1 | Fecha 1 | Fecha 1 | Fecha 1 | Fecha 1 | Fecha 1 |
| Local             | Resultado | Visitante         | Estadio                | Fecha       | Hora    |         |         |         |         |         |         |
| ----------------- | --------- | ----------------- | ---------------------- | ----------- | ------- | ------- | ------- | ------- | ------- | ------- | ------- |
| Deportivo Morón   | 2 - 0     | Almagro           | Nuevo Francisco Urbano | 8 de agosto | 15:10   |         |         |         |         |         |         |
| Los Andes         | 1 - 0     | Villa San Carlos  | Eduardo Gallardón      | 8 de agosto | 15:30   |         |         |         |         |         |         |
| Barracas Central  | 1 - 1     | UAI Urquiza       | Claudio Chiqui Tapia   | 8 de agosto | 15:30   |         |         |         |         |         |         |
| Comunicaciones    | 0 - 0     | Acassuso          | Alfredo Ramos          | 9 de agosto | 15:30   |         |         |         |         |         |         |
| Deportivo Armenio | 1 - 0     | Sportivo Italiano | Armenia                | 9 de agosto | 15:30   |         |         |         |         |         |         |
| Libre: Platense.  |           |                   |                        |             |         |         |         |         |         |         |         |

| Fecha 2           | Fecha 2   | Fecha 2           | Fecha 2                   | Fecha 2      | Fecha 2 | Fecha 2 | Fecha 2 | Fecha 2 | Fecha 2 | Fecha 2 | Fecha 2 |
| Local             | Resultado | Visitante         | Estadio                   | Fecha        | Hora    |         |         |         |         |         |         |
| ----------------- | --------- | ----------------- | ------------------------- | ------------ | ------- | ------- | ------- | ------- | ------- | ------- | ------- |
| Acassuso          | 0 - 0     | Platense          | Carlos Barraza            | 12 de agosto | 15:05   |         |         |         |         |         |         |
| UAI Urquiza       | 1 - 0     | Comunicaciones    | Monumental de Villa Lynch | 12 de agosto | 15:30   |         |         |         |         |         |         |
| Sportivo Italiano | 3 - 1     | Barracas Central  | República de Italia       | 12 de agosto | 15:30   |         |         |         |         |         |         |
| Almagro           | 1 - 1     | Deportivo Armenio | Tres de Febrero           | 13 de agosto | 14:00   |         |         |         |         |         |         |
| Villa San Carlos  | 1 - 1     | Deportivo Morón   | Genacio Sálice            | 13 de agosto | 15:30   |         |         |         |         |         |         |
| Libre: Los Andes. |           |                   |                           |              |         |         |         |         |         |         |         |

| Fecha 3           | Fecha 3   | Fecha 3           | Fecha 3                 | Fecha 3      | Fecha 3 | Fecha 3 | Fecha 3 | Fecha 3 | Fecha 3 | Fecha 3 | Fecha 3 |
| Local             | Resultado | Visitante         | Estadio                 | Fecha        | Hora    |         |         |         |         |         |         |
| ----------------- | --------- | ----------------- | ----------------------- | ------------ | ------- | ------- | ------- | ------- | ------- | ------- | ------- |
| Platense          | 2 - 0     | UAI Urquiza       | Ciudad de Vicente López | 16 de agosto | 11:00   |         |         |         |         |         |         |
| Deportivo Armenio | 0 - 2     | Villa San Carlos  | Armenia                 | 16 de agosto | 15:30   |         |         |         |         |         |         |
| Comunicaciones    | 2 - 0     | Sportivo Italiano | Alfredo Ramos           | 16 de agosto | 15:30   |         |         |         |         |         |         |
| Barracas Central  | 1 - 0     | Almagro           | Claudio Chiqui Tapia    | 16 de agosto | 15:35   |         |         |         |         |         |         |
| Deportivo Morón   | 0 - 1     | Los Andes         | Nuevo Francisco Urbano  | 18 de agosto | 21:05   |         |         |         |         |         |         |
| Libre: Acassuso   |           |                   |                         |              |         |         |         |         |         |         |         |

| Fecha 4                | Fecha 4   | Fecha 4           | Fecha 4                   | Fecha 4      | Fecha 4 | Fecha 4 | Fecha 4 | Fecha 4 | Fecha 4 | Fecha 4 | Fecha 4 |
| Local                  | Resultado | Visitante         | Estadio                   | Fecha        | Hora    |         |         |         |         |         |         |
| ---------------------- | --------- | ----------------- | ------------------------- | ------------ | ------- | ------- | ------- | ------- | ------- | ------- | ------- |
| Almagro                | 1 - 0     | Comunicaciones    | Tres de Febrero           | 21 de agosto | 15:30   |         |         |         |         |         |         |
| Villa San Carlos       | 1 - 0     | Barracas Central  | Genacio Sálice            | 21 de agosto | 15:30   |         |         |         |         |         |         |
| UAI Urquiza            | 0 - 0     | Acassuso          | Monumental de Villa Lynch | 21 de agosto | 15:30   |         |         |         |         |         |         |
| Sportivo Italiano      | 0 - 0     | Platense          | República de Italia       | 21 de agosto | 21:05   |         |         |         |         |         |         |
| Los Andes              | 4 - 0     | Deportivo Armenio | Eduardo Gallardón         | 22 de agosto | 15:30   |         |         |         |         |         |         |
| Libre: Deportivo Morón |           |                   |                           |              |         |         |         |         |         |         |         |

| Fecha 5            | Fecha 5   | Fecha 5           | Fecha 5                 | Fecha 5      | Fecha 5 | Fecha 5 | Fecha 5 | Fecha 5 | Fecha 5 | Fecha 5 | Fecha 5 |
| Local              | Resultado | Visitante         | Estadio                 | Fecha        | Hora    |         |         |         |         |         |         |
| ------------------ | --------- | ----------------- | ----------------------- | ------------ | ------- | ------- | ------- | ------- | ------- | ------- | ------- |
| Comunicaciones     | 0 - 0     | Villa San Carlos  | Alfredo Ramos           | 24 de agosto | 15:30   |         |         |         |         |         |         |
| Barracas Central   | 1 - 1     | Los Andes         | Claudio Chiqui Tapia    | 25 de agosto | 15:30   |         |         |         |         |         |         |
| Acassuso           | 3 - 0     | Sportivo Italiano | Carlos Barraza          | 25 de agosto | 15:30   |         |         |         |         |         |         |
| Platense           | 0 - 3     | Almagro           | Ciudad de Vicente López | 25 de agosto | 21:00   |         |         |         |         |         |         |
| Deportivo Armenio  | 1 - 1     | Deportivo Morón   | Armenia                 | 26 de agosto | 15:30   |         |         |         |         |         |         |
| Libre: UAI Urquiza |           |                   |                         |              |         |         |         |         |         |         |         |

| Fecha 6                  | Fecha 6   | Fecha 6          | Fecha 6                | Fecha 6      | Fecha 6 | Fecha 6 | Fecha 6 | Fecha 6 | Fecha 6 | Fecha 6 | Fecha 6 |
| Local                    | Resultado | Visitante        | Estadio                | Fecha        | Hora    |         |         |         |         |         |         |
| ------------------------ | --------- | ---------------- | ---------------------- | ------------ | ------- | ------- | ------- | ------- | ------- | ------- | ------- |
| Los Andes                | 1 - 1     | Comunicaciones   | Eduardo Gallardón      | 29 de agosto | 14:00   |         |         |         |         |         |         |
| Deportivo Morón          | 1 - 1     | Barracas Central | Nuevo Francisco Urbano | 29 de agosto | 15:30   |         |         |         |         |         |         |
| Villa San Carlos         | 3 - 2     | Platense         | Genacio Sálice         | 29 de agosto | 15:30   |         |         |         |         |         |         |
| Sportivo Italiano        | 0 - 1     | UAI Urquiza      | República de Italia    | 29 de agosto | 15:30   |         |         |         |         |         |         |
| Almagro                  | 0 - 2     | Acassuso         | Tres de Febrero        | 29 de agosto | 15:40   |         |         |         |         |         |         |
| Libre: Deportivo Armenio |           |                  |                        |              |         |         |         |         |         |         |         |

| Fecha 7                  | Fecha 7   | Fecha 7           | Fecha 7                   | Fecha 7         | Fecha 7 | Fecha 7 | Fecha 7 | Fecha 7 | Fecha 7 | Fecha 7 | Fecha 7 |
| Local                    | Resultado | Visitante         | Estadio                   | Fecha           | Hora    |         |         |         |         |         |         |
| ------------------------ | --------- | ----------------- | ------------------------- | --------------- | ------- | ------- | ------- | ------- | ------- | ------- | ------- |
| UAI Urquiza              | 1 - 0     | Almagro           | Monumental de Villa Lynch | 1 de septiembre | 15:30   |         |         |         |         |         |         |
| Barracas Central         | 0 - 1     | Deportivo Armenio | Claudio Chiqui Tapia      | 1 de septiembre | 15:30   |         |         |         |         |         |         |
| Acassuso                 | 2 - 1     | Villa San Carlos  | Monumental de Villa Lynch | 2 de septiembre | 15:30   |         |         |         |         |         |         |
| Comunicaciones           | 1 - 2     | Deportivo Morón   | Alfredo Ramos             | 2 de septiembre | 15:30   |         |         |         |         |         |         |
| Platense                 | 0 - 2     | Los Andes         | Ciudad de Vicente López   | 3 de septiembre | 15:30   |         |         |         |         |         |         |
| Libre: Sportivo Italiano |           |                   |                           |                 |         |         |         |         |         |         |         |

| Fecha 8                 | Fecha 8   | Fecha 8           | Fecha 8                | Fecha 8         | Fecha 8 | Fecha 8 | Fecha 8 | Fecha 8 | Fecha 8 | Fecha 8 | Fecha 8 |
| Local                   | Resultado | Visitante         | Estadio                | Fecha           | Hora    |         |         |         |         |         |         |
| ----------------------- | --------- | ----------------- | ---------------------- | --------------- | ------- | ------- | ------- | ------- | ------- | ------- | ------- |
| Villa San Carlos        | 2 - 0     | UAI Urquiza       | Genacio Sálice         | 6 de septiembre | 11:00   |         |         |         |         |         |         |
| Almagro                 | 1 - 1     | Sportivo Italiano | Tres de Febrero        | 6 de septiembre | 11:00   |         |         |         |         |         |         |
| Los Andes               | 2 - 1     | Acassuso          | Eduardo Gallardón      | 6 de septiembre | 11:05   |         |         |         |         |         |         |
| Deportivo Armenio       | 3 - 2     | Comunicaciones    | Armenia                | 6 de septiembre | 15:30   |         |         |         |         |         |         |
| Deportivo Morón         | 0 - 1     | Platense          | Nuevo Francisco Urbano | 8 de septiembre | 15:30   |         |         |         |         |         |         |
| Libre: Barracas Central |           |                   |                        |                 |         |         |         |         |         |         |         |

| Fecha 9           | Fecha 9   | Fecha 9           | Fecha 9                   | Fecha 9          | Fecha 9 | Fecha 9 | Fecha 9 | Fecha 9 | Fecha 9 | Fecha 9 | Fecha 9 |
| Local             | Resultado | Visitante         | Estadio                   | Fecha            | Hora    |         |         |         |         |         |         |
| ----------------- | --------- | ----------------- | ------------------------- | ---------------- | ------- | ------- | ------- | ------- | ------- | ------- | ------- |
| Comunicaciones    | 2 - 1     | Barracas Central  | Alfredo Ramos             | 9 de septiembre  | 15:30   |         |         |         |         |         |         |
| Sportivo Italiano | 0 - 3     | Villa San Carlos  | República de Italia       | 10 de septiembre | 15:30   |         |         |         |         |         |         |
| UAI Urquiza       | 0 - 2     | Los Andes         | Monumental de Villa Lynch | 10 de septiembre | 15:30   |         |         |         |         |         |         |
| Acassuso          | 1 - 0     | Deportivo Morón   | República de Italia       | 11 de septiembre | 15:30   |         |         |         |         |         |         |
| Platense          | 1 - 1     | Deportivo Armenio | Ciudad de Vicente López   | 11 de septiembre | 15:30   |         |         |         |         |         |         |
| Libre: Almagro    |           |                   |                           |                  |         |         |         |         |         |         |         |

| Fecha 10              | Fecha 10  | Fecha 10          | Fecha 10               | Fecha 10         | Fecha 10 | Fecha 10 | Fecha 10 | Fecha 10 | Fecha 10 | Fecha 10 | Fecha 10 |
| Local                 | Resultado | Visitante         | Estadio                | Fecha            | Hora     |          |          |          |          |          |          |
| --------------------- | --------- | ----------------- | ---------------------- | ---------------- | -------- | -------- | -------- | -------- | -------- | -------- | -------- |
| Villa San Carlos      | 1 - 0     | Almagro           | Claudio Chiqui Tapia   | 13 de septiembre | 15:30    |          |          |          |          |          |          |
| Deportivo Armenio     | 1 - 2     | Acassuso          | Armenia                | 14 de septiembre | 11:30    |          |          |          |          |          |          |
| Barracas Central      | 1 - 0     | Platense          | Genancio Sálice        | 14 de septiembre | 14:00    |          |          |          |          |          |          |
| Deportivo Morón       | 2 - 0     | UAI Urquiza       | Nuevo Francisco Urbano | 15 de septiembre | 15:00    |          |          |          |          |          |          |
| Los Andes             | 0 - 0     | Sportivo Italiano | Eduardo Gallardón      | 15 de septiembre | 21:05    |          |          |          |          |          |          |
| Libre: Comunicaciones |           |                   |                        |                  |          |          |          |          |          |          |          |

| Fecha 11                | Fecha 11  | Fecha 11          | Fecha 11                  | Fecha 11         | Fecha 11 | Fecha 11 | Fecha 11 | Fecha 11 | Fecha 11 | Fecha 11 | Fecha 11 |
| Local                   | Resultado | Visitante         | Estadio                   | Fecha            | Hora     |          |          |          |          |          |          |
| ----------------------- | --------- | ----------------- | ------------------------- | ---------------- | -------- | -------- | -------- | -------- | -------- | -------- | -------- |
| Platense                | 1 - 1     | Comunicaciones    | Ciudad de Vicente López   | 19 de septiembre | 15:30    |          |          |          |          |          |          |
| UAI Urquiza             | 1 - 1     | Deportivo Armenio | Monumental de Villa Lynch | 20 de septiembre | 15:30    |          |          |          |          |          |          |
| Sportivo Italiano       | 0 - 2     | Deportivo Morón   | República de Italia       | 20 de septiembre | 20:05    |          |          |          |          |          |          |
| Acassuso                | 3 - 1     | Barracas Central  | Ciudad de Vicente López   | 21 de septiembre | 15:30    |          |          |          |          |          |          |
| Almagro                 | 0 - 1     | Los Andes         | Tres de Febrero           | 22 de septiembre | 21:05    |          |          |          |          |          |          |
| Libre: Villa San Carlos |           |                   |                           |                  |          |          |          |          |          |          |          |

| Fecha 12          | Fecha 12  | Fecha 12          | Fecha 12                  | Fecha 12         | Fecha 12 | Fecha 12 | Fecha 12 | Fecha 12 | Fecha 12 | Fecha 12 | Fecha 12 |
| Local             | Resultado | Visitante         | Estadio                   | Fecha            | Hora     |          |          |          |          |          |          |
| ----------------- | --------- | ----------------- | ------------------------- | ---------------- | -------- | -------- | -------- | -------- | -------- | -------- | -------- |
| Sportivo Italiano | 0 - 2     | Deportivo Armenio | República de Italia       | 26 de septiembre | 15:30    |          |          |          |          |          |          |
| Acassuso          | 2 - 0     | Comunicaciones    | Ciudad de Vicente López   | 27 de septiembre | 15:30    |          |          |          |          |          |          |
| UAI Urquiza       | 1 - 1     | Barracas Central  | Monumental de Villa Lynch | 28 de septiembre | 11:00    |          |          |          |          |          |          |
| Villa San Carlos  | 1 - 2     | Los Andes         | Genacio Sálice            | 28 de septiembre | 13:00    |          |          |          |          |          |          |
| Almagro           | 0 - 0     | Deportivo Morón   | Tres de Febrero           | 28 de septiembre | 15:30    |          |          |          |          |          |          |
| Libre: Platense   |           |                   |                           |                  |          |          |          |          |          |          |          |

| Fecha 13          | Fecha 13  | Fecha 13          | Fecha 13                | Fecha 13     | Fecha 13 | Fecha 13 | Fecha 13 | Fecha 13 | Fecha 13 | Fecha 13 | Fecha 13 |
| Local             | Resultado | Visitante         | Estadio                 | Fecha        | Hora     |          |          |          |          |          |          |
| ----------------- | --------- | ----------------- | ----------------------- | ------------ | -------- | -------- | -------- | -------- | -------- | -------- | -------- |
| Deportivo Armenio | 0 - 0     | Almagro           | Armenia                 | 1 de octubre | 15:30    |          |          |          |          |          |          |
| Barracas Central  | 3 - 1     | Sportivo Italiano | Claudio Chiqui Tapia    | 1 de octubre | 15:30    |          |          |          |          |          |          |
| Comunicaciones    | 1 - 1     | UAI Urquiza       | Alfredo Ramos           | 1 de octubre | 15:30    |          |          |          |          |          |          |
| Platense          | 1 - 1     | Acassuso          | Ciudad de Vicente López | 1 de octubre | 20:00    |          |          |          |          |          |          |
| Deportivo Morón   | 2 - 0     | Villa San Carlos  | Nuevo Francisco Urbano  | 2 de octubre | 19:00    |          |          |          |          |          |          |
| Libre: Los Andes  |           |                   |                         |              |          |          |          |          |          |          |          |

| Fecha 14          | Fecha 14  | Fecha 14          | Fecha 14                  | Fecha 14     | Fecha 14 | Fecha 14 | Fecha 14 | Fecha 14 | Fecha 14 | Fecha 14 | Fecha 14 |
| Local             | Resultado | Visitante         | Estadio                   | Fecha        | Hora     |          |          |          |          |          |          |
| ----------------- | --------- | ----------------- | ------------------------- | ------------ | -------- | -------- | -------- | -------- | -------- | -------- | -------- |
| UAI Urquiza       | 2 - 0     | Platense          | Monumental de Villa Lynch | 6 de octubre | 15:30    |          |          |          |          |          |          |
| Sportivo Italiano | 0 - 4     | Comunicaciones    | República de Italia       | 6 de octubre | 15:30    |          |          |          |          |          |          |
| Almagro           | 1 - 2     | Barracas Central  | Tres de Febrero           | 6 de octubre | 15:30    |          |          |          |          |          |          |
| Villa San Carlos  | 3 - 0     | Deportivo Armenio | Genacio Sálice            | 6 de octubre | 15:30    |          |          |          |          |          |          |
| Los Andes         | 0 - 0     | Deportivo Morón   | Eduardo Gallardón         | 7 de octubre | 16:30    |          |          |          |          |          |          |
| Libre: Acassuso   |           |                   |                           |              |          |          |          |          |          |          |          |

| Fecha 15               | Fecha 15  | Fecha 15          | Fecha 15                | Fecha 15      | Fecha 15 | Fecha 15 | Fecha 15 | Fecha 15 | Fecha 15 | Fecha 15 | Fecha 15 |
| Local                  | Resultado | Visitante         | Estadio                 | Fecha         | Hora     |          |          |          |          |          |          |
| ---------------------- | --------- | ----------------- | ----------------------- | ------------- | -------- | -------- | -------- | -------- | -------- | -------- | -------- |
| Platense               | 4 - 0     | Sportivo Italiano | Ciudad de Vicente López | 11 de octubre | 13:00    |          |          |          |          |          |          |
| Comunicaciones         | 1 - 1     | Almagro           | Juan Pasquele           | 11 de octubre | 15:30    |          |          |          |          |          |          |
| Barracas Central       | 1 - 0     | Villa San Carlos  | Claudio Chiqui Tapia    | 11 de octubre | 15:30    |          |          |          |          |          |          |
| Deportivo Armenio      | 0 - 2     | Los Andes         | Armenia                 | 11 de octubre | 15:30    |          |          |          |          |          |          |
| Acassuso               | 2 - 2     | UAI Urquiza       | Ciudad de Vicente López | 14 de octubre | 16:30    |          |          |          |          |          |          |
| Libre: Deportivo Morón |           |                   |                         |               |          |          |          |          |          |          |          |

| Fecha 16           | Fecha 16  | Fecha 16          | Fecha 16               | Fecha 16      | Fecha 16 | Fecha 16 | Fecha 16 | Fecha 16 | Fecha 16 | Fecha 16 | Fecha 16 |
| Local              | Resultado | Visitante         | Estadio                | Fecha         | Hora     |          |          |          |          |          |          |
| ------------------ | --------- | ----------------- | ---------------------- | ------------- | -------- | -------- | -------- | -------- | -------- | -------- | -------- |
| Deportivo Morón    | 3 - 0     | Deportivo Armenio | Nuevo Francisco Urbano | 17 de octubre | 21:20    |          |          |          |          |          |          |
| Villa San Carlos   | 1 - 0     | Comunicaciones    | Genacio Sálice         | 18 de octubre | 11:00    |          |          |          |          |          |          |
| Sportivo Italiano  | 2 - 1     | Acassuso          | República de Italia    | 18 de octubre | 12:00    |          |          |          |          |          |          |
| Los Andes          | 1 - 1     | Barracas Central  | Eduardo Gallardón      | 19 de octubre | 11:00    |          |          |          |          |          |          |
| Almagro            | 1 - 2     | Platense          | Tres de Febrero        | 19 de octubre | 11:00    |          |          |          |          |          |          |
| Libre: UAI Urquiza |           |                   |                        |               |          |          |          |          |          |          |          |

| Fecha 17                 | Fecha 17  | Fecha 17          | Fecha 17                  | Fecha 17      | Fecha 17 | Fecha 17 | Fecha 17 | Fecha 17 | Fecha 17 | Fecha 17 | Fecha 17 |
| Local                    | Resultado | Visitante         | Estadio                   | Fecha         | Hora     |          |          |          |          |          |          |
| ------------------------ | --------- | ----------------- | ------------------------- | ------------- | -------- | -------- | -------- | -------- | -------- | -------- | -------- |
| Barracas Central         | 2 - 0     | Deportivo Morón   | Claudio Chiqui Tapia      | 22 de octubre | 15:30    |          |          |          |          |          |          |
| Comunicaciones           | 1 - 1     | Los Andes         | Alfredo Ramos             | 22 de octubre | 15:30    |          |          |          |          |          |          |
| UAI Urquiza              | 1 - 0     | Sportivo Italiano | Monumental de Villa Lynch | 22 de octubre | 15:30    |          |          |          |          |          |          |
| Platense                 | 0 - 1     | Villa San Carlos  | Ciudad de Vicente López   | 22 de octubre | 21:05    |          |          |          |          |          |          |
| Acassuso                 | 2 - 0     | Almagro           | Ciudad de Vicente López   | 23 de octubre | 15:30    |          |          |          |          |          |          |
| Libre: Deportivo Armenio |           |                   |                           |               |          |          |          |          |          |          |          |

| Fecha 18                 | Fecha 18  | Fecha 18         | Fecha 18               | Fecha 18      | Fecha 18 | Fecha 18 | Fecha 18 | Fecha 18 | Fecha 18 | Fecha 18 | Fecha 18 |
| Local                    | Resultado | Visitante        | Estadio                | Fecha         | Hora     |          |          |          |          |          |          |
| ------------------------ | --------- | ---------------- | ---------------------- | ------------- | -------- | -------- | -------- | -------- | -------- | -------- | -------- |
| Deportivo Armenio        | 0 - 2     | Barracas Central | Armenia                | 25 de octubre | 15:30    |          |          |          |          |          |          |
| Deportivo Morón          | 0 - 0     | Comunicaciones   | Nuevo Francisco Urbano | 25 de octubre | 16:00    |          |          |          |          |          |          |
| Almagro                  | 2 - 2     | UAI Urquiza      | Tres de Febrero        | 27 de octubre | 15:30    |          |          |          |          |          |          |
| Villa San Carlos         | 0 - 1     | Acassuso         | Genacio Sálice         | 27 de octubre | 16:00    |          |          |          |          |          |          |
| Los Andes                | 1 - 0     | Platense         | Eduardo Gallardón      | 27 de octubre | 16:30    |          |          |          |          |          |          |
| Libre: Sportivo Italiano |           |                  |                        |               |          |          |          |          |          |          |          |

| Fecha 19                | Fecha 19  | Fecha 19          | Fecha 19                  | Fecha 19        | Fecha 19 | Fecha 19 | Fecha 19 | Fecha 19 | Fecha 19 | Fecha 19 | Fecha 19 |
| Local                   | Resultado | Visitante         | Estadio                   | Fecha           | Hora     |          |          |          |          |          |          |
| ----------------------- | --------- | ----------------- | ------------------------- | --------------- | -------- | -------- | -------- | -------- | -------- | -------- | -------- |
| Platense                | 1 - 2     | Deportivo Morón   | Ciudad de Vicente López   | 31 de noviembre | 20:00    |          |          |          |          |          |          |
| Sportivo Italiano       | 1 - 1     | Almagro           | República de Italia       | 1 de noviembre  | 11:00    |          |          |          |          |          |          |
| UAI Urquiza             | 1 - 1     | Villa San Carlos  | Monumental de Villa Lynch | 1 de noviembre  | 13:05    |          |          |          |          |          |          |
| Comunicaciones          | 1 - 1     | Deportivo Armenio | Alfredo Ramos             | 1 de noviembre  | 15:30    |          |          |          |          |          |          |
| Acassuso                | 2 - 2     | Los Andes         | Ciudad de Vicente López   | 1 de noviembre  | 19:05    |          |          |          |          |          |          |
| Libre: Barracas Central |           |                   |                           |                 |          |          |          |          |          |          |          |

| Fecha 20          | Fecha 20  | Fecha 20          | Fecha 20               | Fecha 20       | Fecha 20 | Fecha 20 | Fecha 20 | Fecha 20 | Fecha 20 | Fecha 20 | Fecha 20 |
| Local             | Resultado | Visitante         | Estadio                | Fecha          | Hora     |          |          |          |          |          |          |
| ----------------- | --------- | ----------------- | ---------------------- | -------------- | -------- | -------- | -------- | -------- | -------- | -------- | -------- |
| Los Andes         | 1 - 2     | UAI Urquiza       | Eduardo Gallardón      | 4 de noviembre | 16:30    |          |          |          |          |          |          |
| Deportivo Morón   | 0 - 1     | Acassuso          | Nuevo Francisco Urbano | 4 de noviembre | 21:05    |          |          |          |          |          |          |
| Villa San Carlos  | 0 - 1     | Sportivo Italiano | Genacio Sálice         | 5 de noviembre | 15:30    |          |          |          |          |          |          |
| Barracas Central  | 0 - 0     | Comunicaciones    | Claudio Chiqui Tapia   | 5 de noviembre | 15:30    |          |          |          |          |          |          |
| Deportivo Armenio | 0 - 1     | Platense          | Armenia                | 6 de noviembre | 15:30    |          |          |          |          |          |          |
| Libre: Almagro    |           |                   |                        |                |          |          |          |          |          |          |          |

| Fecha 21              | Fecha 21  | Fecha 21          | Fecha 21                  | Fecha 21        | Fecha 21 | Fecha 21 | Fecha 21 | Fecha 21 | Fecha 21 | Fecha 21 | Fecha 21 |
| Local                 | Resultado | Visitante         | Estadio                   | Fecha           | Hora     |          |          |          |          |          |          |
| --------------------- | --------- | ----------------- | ------------------------- | --------------- | -------- | -------- | -------- | -------- | -------- | -------- | -------- |
| Almagro               | 0 - 0     | Villa San Carlos  | Tres de Febrero           | 8 de noviembre  | 11:00    |          |          |          |          |          |          |
| UAI Urquiza           | 0 - 1     | Deportivo Morón   | Monumental de Villa Lynch | 8 de noviembre  | 13:05    |          |          |          |          |          |          |
| Platense              | 1 - 2     | Barracas Central  | Ciudad de Vicente López   | 10 de noviembre | 17:00    |          |          |          |          |          |          |
| Acassuso              | 0 - 0     | Deportivo Armenio | Ciudad de Vicente López   | 11 de noviembre | 20:00    |          |          |          |          |          |          |
| Sportivo Italiano     | 1 - 1     | Los Andes         | República de Italia       | 11 de noviembre | 20:00    |          |          |          |          |          |          |
| Libre: Comunicaciones |           |                   |                           |                 |          |          |          |          |          |          |          |

| Fecha 22                | Fecha 22  | Fecha 22          | Fecha 22               | Fecha 22        | Fecha 22 | Fecha 22 | Fecha 22 | Fecha 22 | Fecha 22 | Fecha 22 | Fecha 22 |
| Local                   | Resultado | Visitante         | Estadio                | Fecha           | Hora     |          |          |          |          |          |          |
| ----------------------- | --------- | ----------------- | ---------------------- | --------------- | -------- | -------- | -------- | -------- | -------- | -------- | -------- |
| Comunicaciones          | 0 - 1     | Platense          | Alfredo Ramos          | 15 de noviembre | 17:00    |          |          |          |          |          |          |
| Deportivo Armenio       | 1 - 0     | UAI Urquiza       | Armenia                | 15 de noviembre | 17:00    |          |          |          |          |          |          |
| Deportivo Morón         | 0 - 0     | Sportivo Italiano | Nuevo Francisco Urbano | 19 de noviembre | 17:00    |          |          |          |          |          |          |
| Los Andes               | 3 - 1     | Almagro           | Eduardo Gallardón      | 19 de noviembre | 17:05    |          |          |          |          |          |          |
| Barracas Central        | 1 - 0     | Acassuso          | Claudio Chiqui Tapia   | 19 de noviembre | 17:05    |          |          |          |          |          |          |
| Libre: Villa San Carlos |           |                   |                        |                 |          |          |          |          |          |          |          |

## Torneo reducido por el tercer ascenso
Los equipos ubicados del 2.º al 4.º lugar de cada grupo participaron del reducido. El mismo consistió en un minitorneo por eliminación directa, que inició enfrentando en la Primera fase, a único partido, al 3.º con el 4.º de cada zona, con cruce de equipos. Los ganadores se enfrentaron con los correspondientes segundos en semifinales, también a un solo partido. Los vencedores disputaron la final, a doble partido, local y visitante, actuando como local en el segundo encuentro el equipo mejor ubicado en su zona respectiva.
En los partidos de la Primera fase o Semifinales que finalizaron empatados, se ejecutaron tiros desde el punto penal. El ganador fue Villa Dálmine, que venció en la final a Tristán Suárez con un resultado global de 2 a 1 y logró el ascenso a la Primera B Nacional 2015.
|  | Primera fase     | Primera fase |                |      | Semifinales | Semifinales |  |               | Final | Final | Final |  |
|  |                  |              |                |      |             |             |  |               |       |       |       |  |
|  |                  |              |                |      |             |             |  |               |       |       |       |  |
|  |                  |              |                |      |             |             |  |               |       |       |       |  |
|  |                  |              |                |      |             |             |  |               |       |       |       |  |
|  |                  |              |                |      |             |             |  |               |       |       |       |  |
|  |                  | Estudiantes  | 0(5)           |      |             |             |  |               |       |       |       |  |
|  |                  |              | 0(5)           |      |             |             |  |               |       |       |       |  |
|  |                  |              | Villa Dálmine  | 0(6) |             |             |  |               |       |       |       |  |
|  | Barracas Central | 1(2)         | Villa Dálmine  | 0(6) |             |             |  |               |       |       |       |  |
|  | Barracas Central | 1(2)         |                |      |             |             |  |               |       |       |       |  |
|  | Villa Dálmine    | 1(4)         |                |      |             |             |  |               |       |       |       |  |
|  | Villa Dálmine    | 1(4)         |                |      |             |             |  | Villa Dálmine | 0     | 2     |       |  |
|  |                  |              |                |      |             |             |  | Villa Dálmine | 0     | 2     |       |  |
|  |                  |              | Tristán Suárez | 1    | 0           |             |  |               |       |       |       |  |
|  |                  |              | Tristán Suárez | 1    | 0           |             |  |               |       |       |       |  |
|  |                  |              |                |      |             |             |  |               |       |       |       |  |
|  |                  |              |                |      |             |             |  |               |       |       |       |  |
|  |                  | Acassuso     | 1              |      |             |             |  |               |       |       |       |  |
|  |                  |              | 1              |      |             |             |  |               |       |       |       |  |
|  |                  |              | Tristán Suárez | 3    |             |             |  |               |       |       |       |  |
|  | Tristán Suárez   | 0(3)         | Tristán Suárez | 3    |             |             |  |               |       |       |       |  |
|  | Tristán Suárez   | 0(3)         |                |      |             |             |  |               |       |       |       |  |
|  | Deportivo Morón  | 0(0)         |                |      |             |             |  |               |       |       |       |  |
|  | Deportivo Morón  | 0(0)         |                |      |             |             |  |               |       |       |       |  |
|  |                  |              |                |      |             |             |  |               |       |       |       |  |

- Nota: En la final Tristán Suárez ejerció la localía en el partido de vuelta.

### Primera fase
| 25 de noviembre, 17:00 | Tristán Suárez                              | 0:0 (3:0 p.)               | Deportivo Morón                                          | 20 de Octubre, Tristán Suárez |                         |
|                        |                                             | Reporte                    |                                                          | Árbitro(s): Yamil Possi       | Árbitro(s): Yamil Possi |
|                        |                                             | Tiros desde el punto penal |                                                          |                               |                         |
|                        | Facundo Talín · Facundo Diz · Fernando Luna |                            | Sebastián Peratta · Cristian González · Víctor Altobelli |                               |                         |

| 25 de noviembre, 17:00 | Barracas Central                                                          | 1:1 (1:1) (2:4 p.)         | Villa Dálmine                                                                     | Claudio Chiqui Tapia, Buenos Aires                    |                                                       |
|                        | Abalos 9'                                                                 | Reporte                    | Rossi 34'                                                                         | Asistencia: 600 espectadores Árbitro(s): Pablo Dóvalo | Asistencia: 600 espectadores Árbitro(s): Pablo Dóvalo |
|                        |                                                                           | Tiros desde el punto penal |                                                                                   |                                                       |                                                       |
|                        | César Leguizamón Arce · Abel Soriano · Alfredo Abalos · Emiliano Ferragut |                            | Juan Gabriel Celaya · Ezequiel Cérica · Diego Grecco · Jorge Demaio · Renso Pérez |                                                       |                                                       |

### Semifinales
| 29 de noviembre, 17:10 | Estudiantes                                                                                              | 0:0 (5:6 p.)               | Villa Dálmine                                                                                    | Ciudad de Caseros, Caseros     |                                |
|                        | | Reporte                    |                                                                                                  | Árbitro(s): Hernán Mastrángelo | Árbitro(s): Hernán Mastrángelo |
|                        | | Tiros desde el punto penal |                                                                                                  |                                |                                |
|                        | Julio Serrano · Juan Martín · Nicolás Álvarez · Martín Ríos · Diego Torres · Leandro Martínez Montagnoli |                            | Juan Ignacio Celaya · Javier Rossi · Diego Núñez · Jorge Demaio · Renso Pérez · Carlos Kletnicki |                                |                                |

| 29 de noviembre, 17:10 | Acassuso         | 1:3 (1:1) | Tristán Suárez                                                | Ciudad de Vicente López, Florida                           |                                                            |
|                        | Brian Romero 22' | Reporte   | Facundo Diz 6' · Marcos Brítez Ojeda 88' · Sebastián Luna 95' | Asistencia: 600 espectadores Árbitro(s): Lucas Di Bastiano | Asistencia: 600 espectadores Árbitro(s): Lucas Di Bastiano |

### Final
| 3 de diciembre, 17:00 | Villa Dálmine | 0:1 (0:1) | Tristán Suárez | El Coliseo de Mitre y Puccini, Campana |                               |
|                       |               | Reporte   | Diz 27'        | Árbitro(s): Eduardo Gutiérrez          | Árbitro(s): Eduardo Gutiérrez |

| 8 de diciembre, 17:00 | Tristán Suárez | 0:2 (0:1) | Villa Dálmine          | 20 de Octubre, Tristán Suárez |                            |
|                       |                |           | Rossi 28' · Cérica 53' | Árbitro(s): Carlos Stoklas    | Árbitro(s): Carlos Stoklas |

## Tabla de promedios
En esta temporada no hubo descensos. Los puntos obtenidos en la misma fueron tenidos en cuenta a partir de la siguiente.

## Goleadores
| Pos. | Jugador              | Jugador              | Equipo            | Goles |
| ---- | -------------------- | -------------------- | ----------------- | ----- |
| 1.º  | Bandera de Argentina | Abel Soriano         | Barracas Central  | 12    |
| 2.º  | Bandera de Argentina | Facundo Diz          | Tristán Suárez    | 11    |
| 2.º  | Bandera de Argentina | Alejandro Noriega    | Los Andes         | 11    |
| 3.º  | Bandera de Argentina | Sergio Sosa          | Estudiantes       | 10    |
| 4.º  | Bandera de Argentina | Juan Martín          | Estudiantes       | 9     |
| 5.º  | Bandera de Argentina | Damián Akerman       | Deportivo Morón   | 8     |
| 5.º  | Bandera de Argentina | Cristian Bordacahar  | Chacarita Juniors | 8     |
| 5.º  | Bandera de Argentina | Facundo Melivilo     | Chacarita Juniors | 8     |
| 5.º  | Bandera de Argentina | Federico Ortiz López | Deportivo Armenio | 8     |
| 5.º  | Bandera de Argentina | Damián Salvatierra   | Acassuso          | 8     |